# 和田義郎

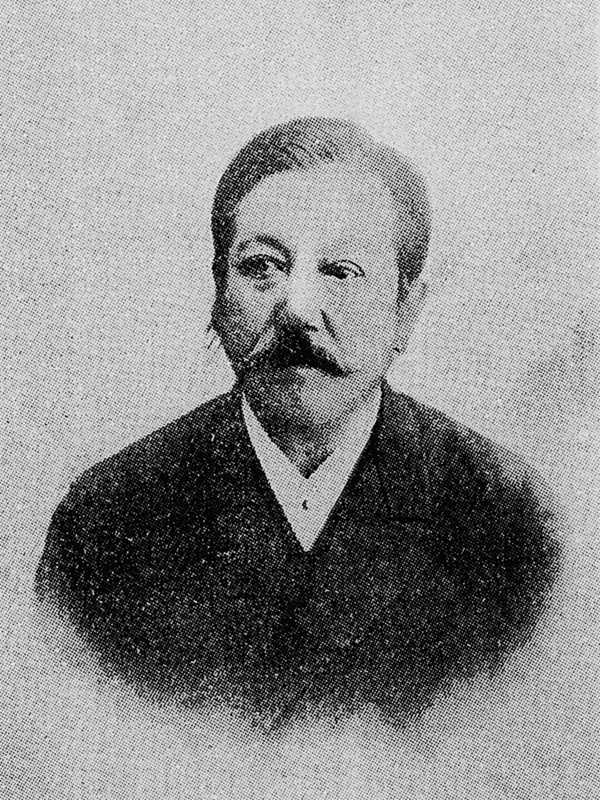
和田義郎

和田 義郎（わだ よしろう、1840年（天保11年） - 1892年（明治25年）1月17日）は、明治時代の慶應義塾の教育者。

## 生涯
紀州藩士和田与惣右衛門正甫の子として生まれる。幼名は常太郎または安太郎。のちに義郎または与四郎、郁之允と名乗る。
1864年（元治元年）同藩江川氏の長女喜佐と結婚し、1866年（慶応2年）、藩の留学生として鎌田栄吉らと共に鉄砲洲の福澤諭吉の塾で学ぶ。一時帰省ののち1869年（明治2年）に再び上京して慶應義塾へ入学修業し、卒業後の1871年（明治4年）同塾の英語教師となる。翌年学制発布があり、福澤諭吉の勧めで1874年（明治7年）に三田の自宅で年少の塾生を預かり、和田塾を開く。1880年（明治13年）頃に幼稚舎と改称し、死去するまで舎長を務めた。
幼稚舎以外では1874年に三田演説会、1880年に交詢社の創設に加わった。関口流柔術の達人でもあった。
訳書に『英吉利史略』がある。